# Uusitaloia
Uusitaloia és un gènere d'aranyes araneomorfes de la subfamília dels erigonins, dins de la família Linyphiidae. Es poden trobar a la Rússia asiàtica.
Fou descrit per primera vegada per Y. M. Marusik, S. Koponen iS. N. Danilov l'any 2001.

## Llista d'espècies
Segons The World Spider Catalog 12.0:
- Uusitaloia transbaicalica Marusik, Koponen & Danilov, 2001 (Espècie tipus)
- Uusitaloia wrangeliana Marusik & Koponen, 2009